# باسيل ريد
باسيل ريد (بالإنجليزية: Basil Reid)‏ (17 مايو 1924 في أستراليا - 16 يوليو 2000) هو لاعب كريكت أسترالي. لعب مع فريق تسمانيا للكريكت.

## وصلات خارجية
- باسيل ريد على موقع إي آس بي آن كريك إنفو (الإنجليزية)